# Harald Christensen (bryder)
 For alternative betydninger, se Harald Christensen. (Se også artikler, som begynder med Harald Christensen)
Jens Harald Christensen alias Harold Mike Howard (4. januar 1884 i København - 8. august 1959 på Iowa City hospital i USA) var en dansk kleinsmed, professor, bjørnejæger og verdensmester i græsk-romersk brydning medlem af AK Dan.
Christensen blev verdensmester tre gange i 82kg-klassen, 1907, 1908 og 1911 vandt desuden EM-guld i både 1909 og 1911, i mange år blev han betragtet som Danmark s bedste bryder nogensinde! Han deltog i OL 1908 i London og 1912 i Stockholm, hvor han med en 17. og en 7.plads blev uden større succes.
Han rejse til USA 1915 og tog navnet Harold Mike Howard. Han var i perioden 1921-1952 træner på University of Iowa, hvor han fik han en professortitel, hvorfor han ofte kaldte sig ”Universitetsprofessor” og "bjørnejæger".